# Chiesa di San Martino (Zillis-Reischen)
La chiesa di San Martino (in tedesco: Kirche Sankt Martin) è un luogo di culto evangelico situato nel villaggio di Zillis, nel Cantone dei Grigioni, in Svizzera.
La chiesa è famosa per il suo soffitto dipinto del XII secolo, che le ha fatto guadagnare il nome di Sistina delle Alpi.

## Storia
La chiesa di San Martino in Zillis, che sorge sopra una più antica del VI secolo, viene citata una prima volta come ecclesia plebeia in un documento dell'anno 831. L'attuale chiesa è del XII secolo, secolo in cui venne anche dipinto il soffitto. L'abside poligonale, invece, venne costruita nel XIV secolo.

## Descrizione

### Architettura

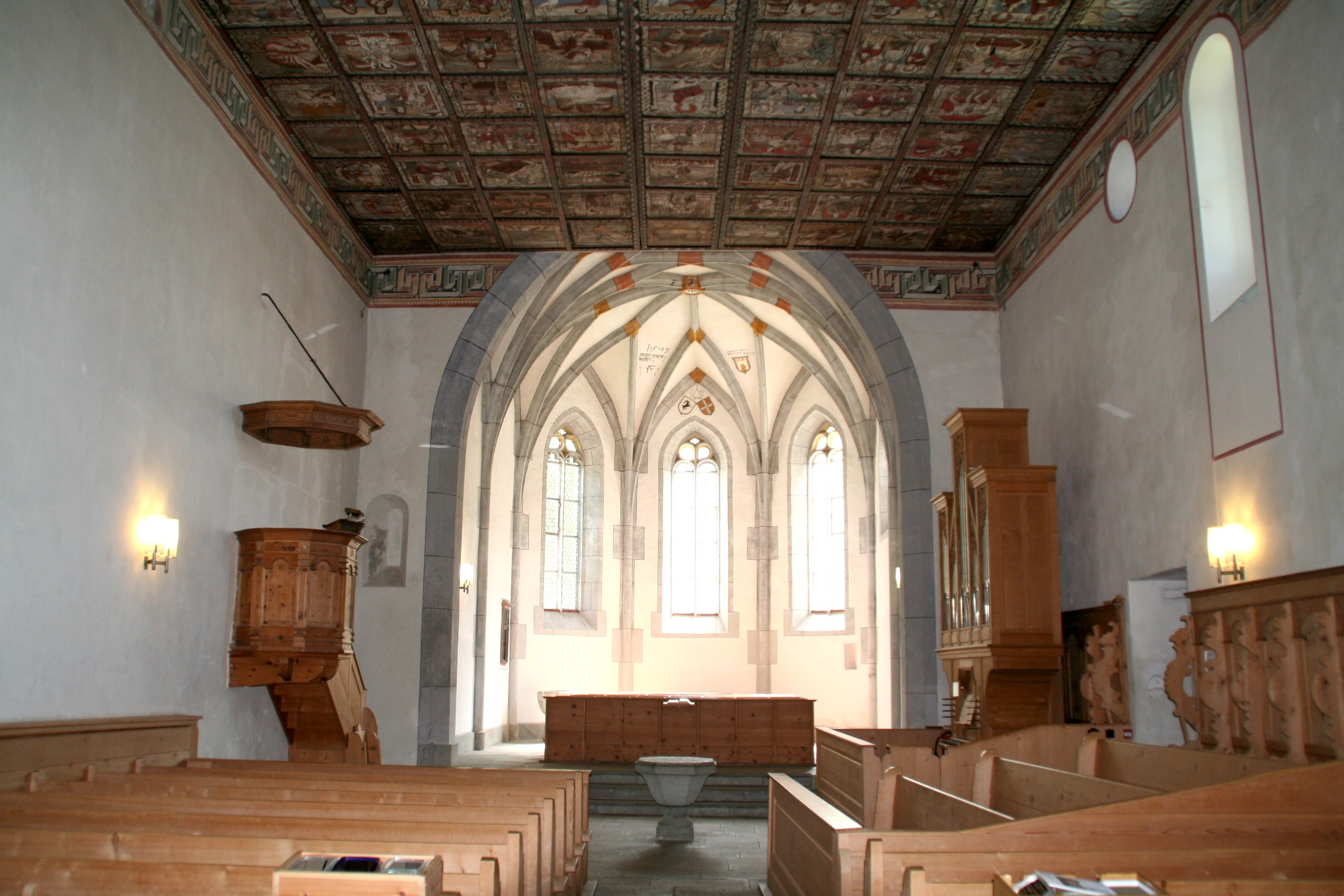
Interno

All'esterno, la chiesa di San Martino è molto semplice, con facciata a capanna. Questa è con paramento murario a pietre a vista e presenta, al centro, la semplice porta d'ingresso, sormontata da una monofora con arco a tutto sesto. Alla sua sinistra, protetto da una tettoia, si trova un grande affresco raffigurante San Cristoforo. Alla destra della chiesa, sorge il campanile.
L'interno è a navata unica terminante con l'abside poligonale gotica, costruita nel XIV secolo e coperta con volta a crociera; essa è illuminata da quattro bifore, mentre la navata prende luce dall'esterno da monofore romaniche e da piccoli oculi.

### Soffitto dipinto
Il pregevole soffitto piano della navata venne dipinto tra il 1109 e il 1114. Con una superficie di 17 metri per 9, trova confronti in Europa con altri tre soffitti medievali lignei dipinti: nella Chiesa di San Michele di Hildesheim; nella cattedrale di Peterborough; e a Södra Rada nel sud della Svezia. Secondo lo storico Erwin Pöschel il maestro che operò a Zillis fu un certo Lopicino, di cui si registra la morte nella chiesa di Coira.
Il soffitto è formato da 153 pannelli, numero che corrisponde esattamente a quello dei pesci pescati dagli apostoli nel mare di Tiberiade, dopo che Gesù ebbe consigliato loro di rigettare le reti dall'altro lato della barca; ogni pannello è costituito da tre tavolette, di legno di cirmolo o di abete lavorato con l'ascia, e la faccia inferiore, liscia, è ricoperta da uno strato di gesso che costituisce il fondo.
Le zone periferiche, ovvero il ciclo esterno suddiviso in 48 pannelli, rappresentano, infatti, i mari popolati da esseri fantastici, mentre negli angoli sono raffigurati i quattro venti. Nelle zone centrali, ovvero nel ciclo interno suddiviso in 105 pannelli, viene narrata la vita di Gesù fino all'incoronazione di spine, completata con sette tavole che narrano la leggenda del patrono della chiesa. Entrambi rappresentano la visione del mondo degli uomini dell'Alto Medioevo, secondo i quali la Terra (ciclo interno) era un'isola piatta circondata dall'Oceano (ciclo esterno).

#### Ciclo esterno

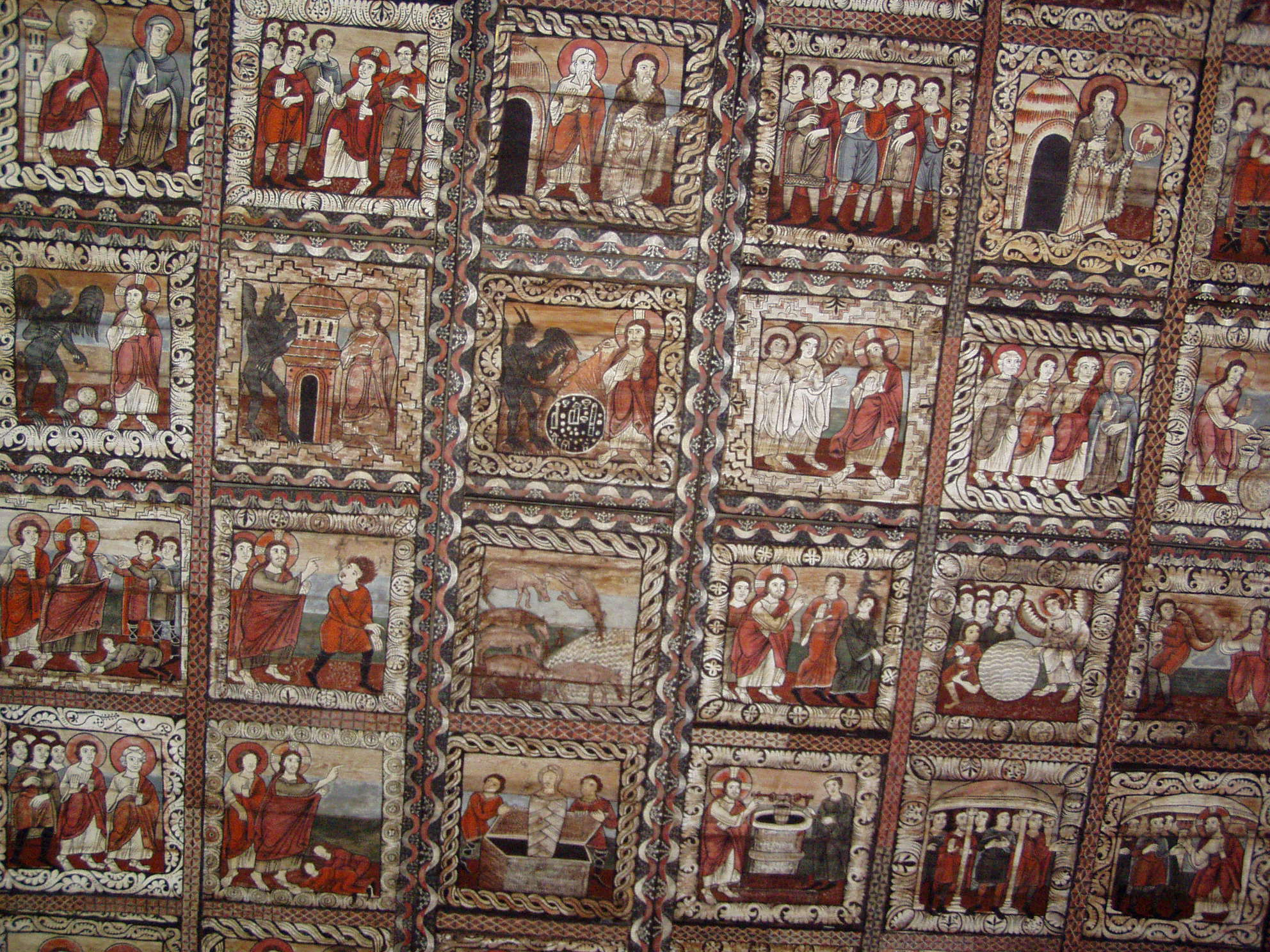
Particolare del soffitto

Nei suoi pannelli sono raffigurate le creature fantastiche che popolano l'oceano, come nereidi, sirene, ed entità che combinano una metà di pesce con una di uomo, di oca, di aquila, di lupo, di uccello, o di altro ancora. Sono presenti dei pannelli uguali, poiché alcuni di essi, andati distrutti, sono stati sostituiti da coppie di altri. Tra quelli originali sono di particolare rilievo i tre che rappresentano scene con barche come la pesca miracolosa ed il profeta Giona che sale su una barca. I quattro angoli del mondo sono segnati da quattro pannelli rappresentanti ognuno un angelo che suona in due trombe.
Le figure fantastiche di questi pannelli, creature diaboliche e mostruose immerse nell'acqua con coda di pesce, rappresentano i mali ed i peccati del mondo terreno. Vengono relegate ai margini, per simboleggiare il mondo pagano in contrapposizione a quello cristiano del ciclo interno.

#### Ciclo interno
Nel ciclo interno sono illustrate, dopo un'introduzione data da tre pannelli rappresentanti gli antenati di Cristo, le scene più significative dell'Antico Testamento, le immagini della Sinagoga e della Chiesa; il sogno di Giuseppe; la nascita di Cristo; i miracoli del Signore con la resurrezione di Lazzaro, sviluppati in 13 pannelli; i Re Magi, il cui viaggio occupa 15 pannelli; la fuga di Giuseppe, Maria e Gesù in Egitto; il massacro degli Innocenti a Betlemme; la predicazione di San Giovanni Battista nel deserto; il battesimo di Cristo; il tradimento di Giuda; l'Ultima Cena e la cattura di Gesù. Dipinta negli ultimi pannelli come un'appendice, la storia di San Martino, il santo da cui prende il nome la chiesa.
Questo ciclo, che si presenta come una mappa tatuata di storie evangeliche, nella visione del mondo da parte degli uomini medievali rappresenta la terra, nonché le tappe fondamentali della salvezza. Questa concezione teologica è espressa a più riprese da Costantino d'Antiochia, fino al VI secolo, in diverse opere cartografiche. La scienza cristiana fondata sul libro di Giobbe e sull'Apocalisse di San Giovanni, che ci fornisce una concezione metafisica del mondo, si trova esattamente espressa nel vasto complesso di Zillis.

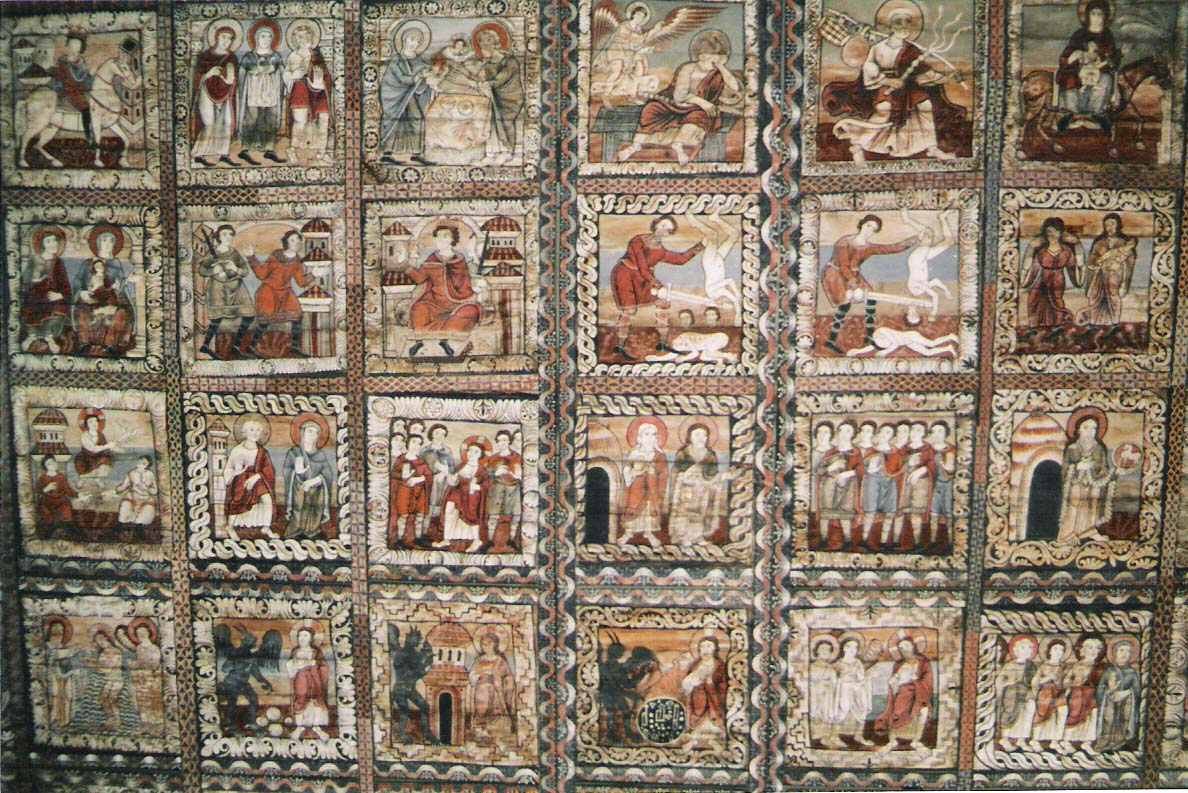
Alcuni tasselli del Soffitto
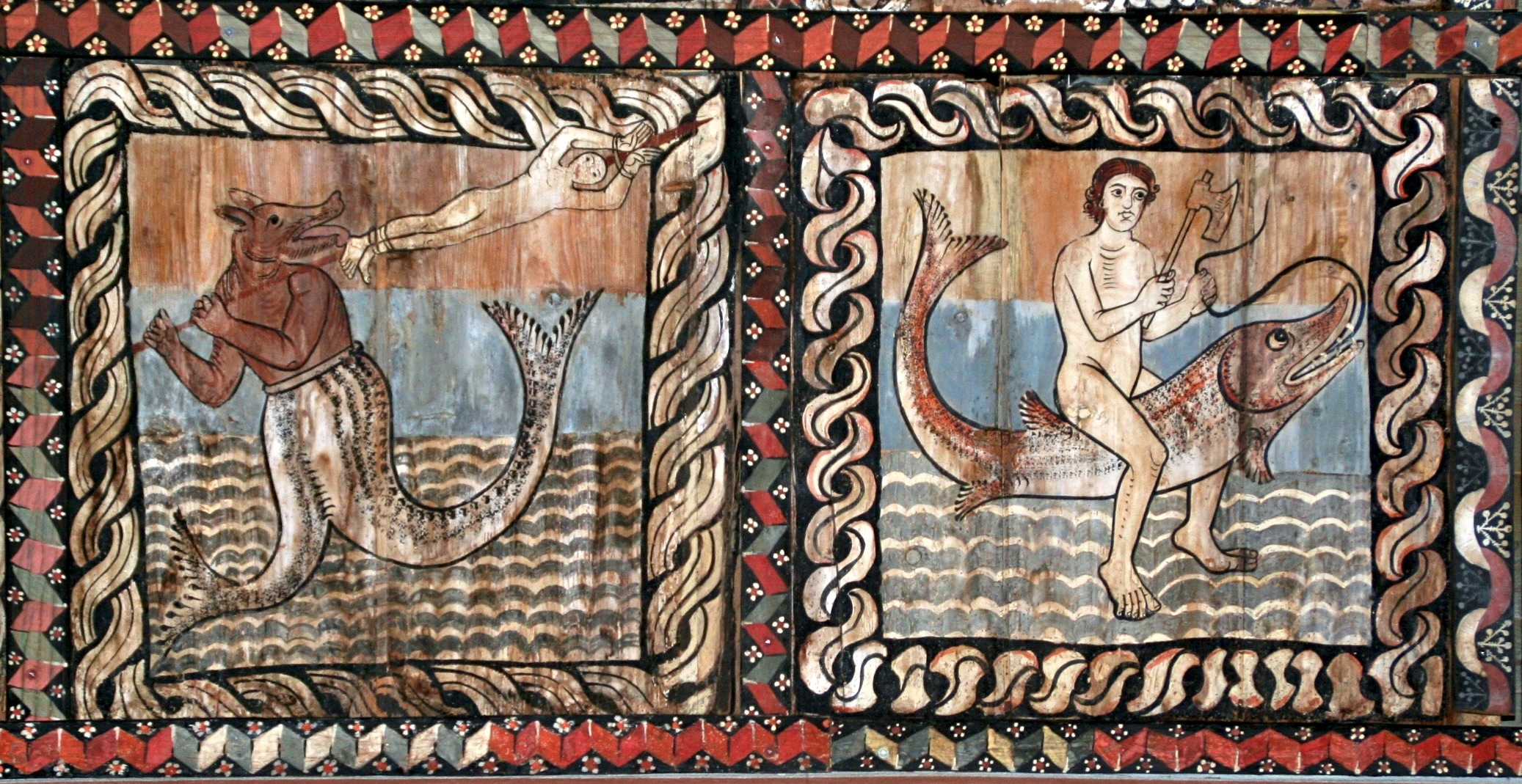
Alcuni tasselli del ciclo esterno
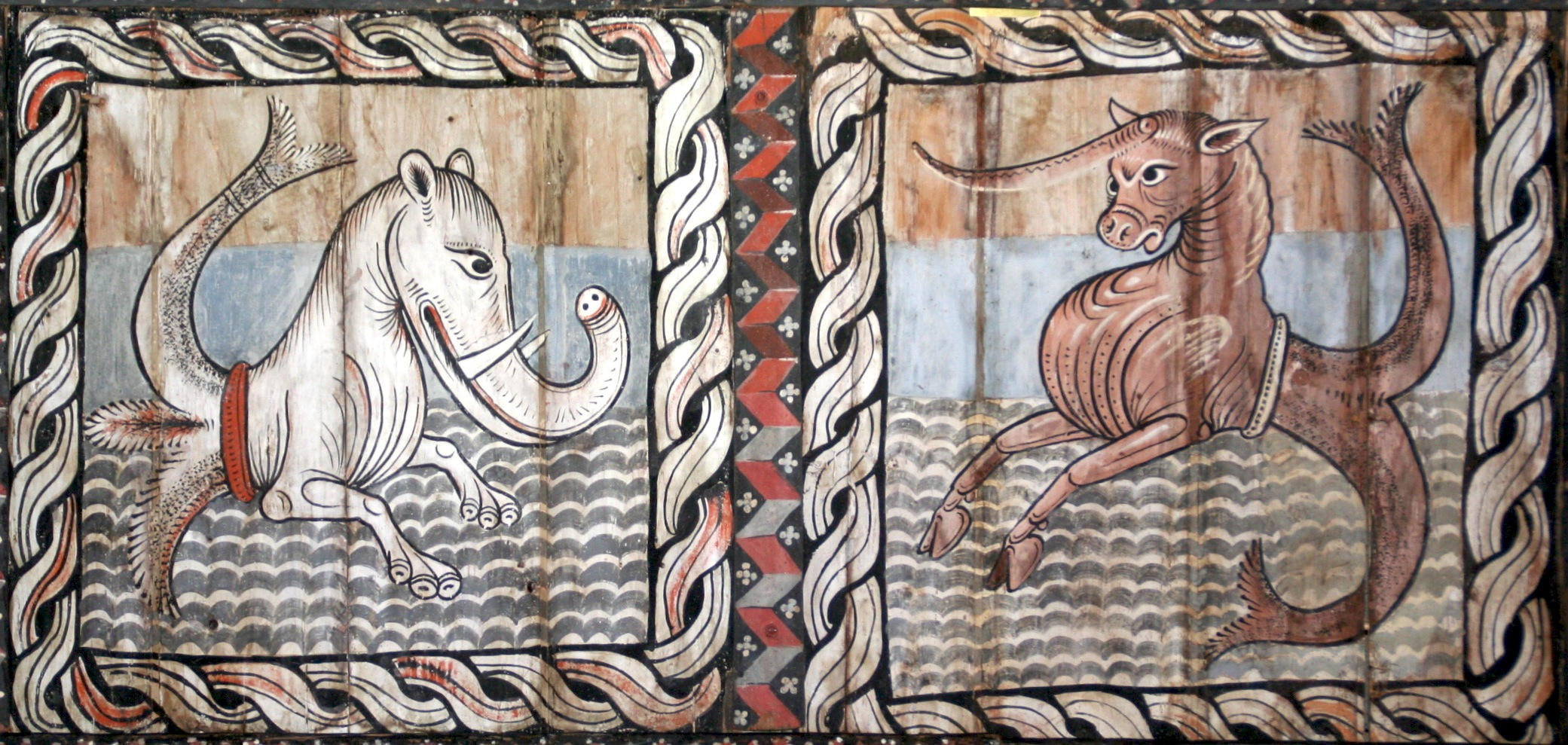
Alcuni tasselli del ciclo esterno
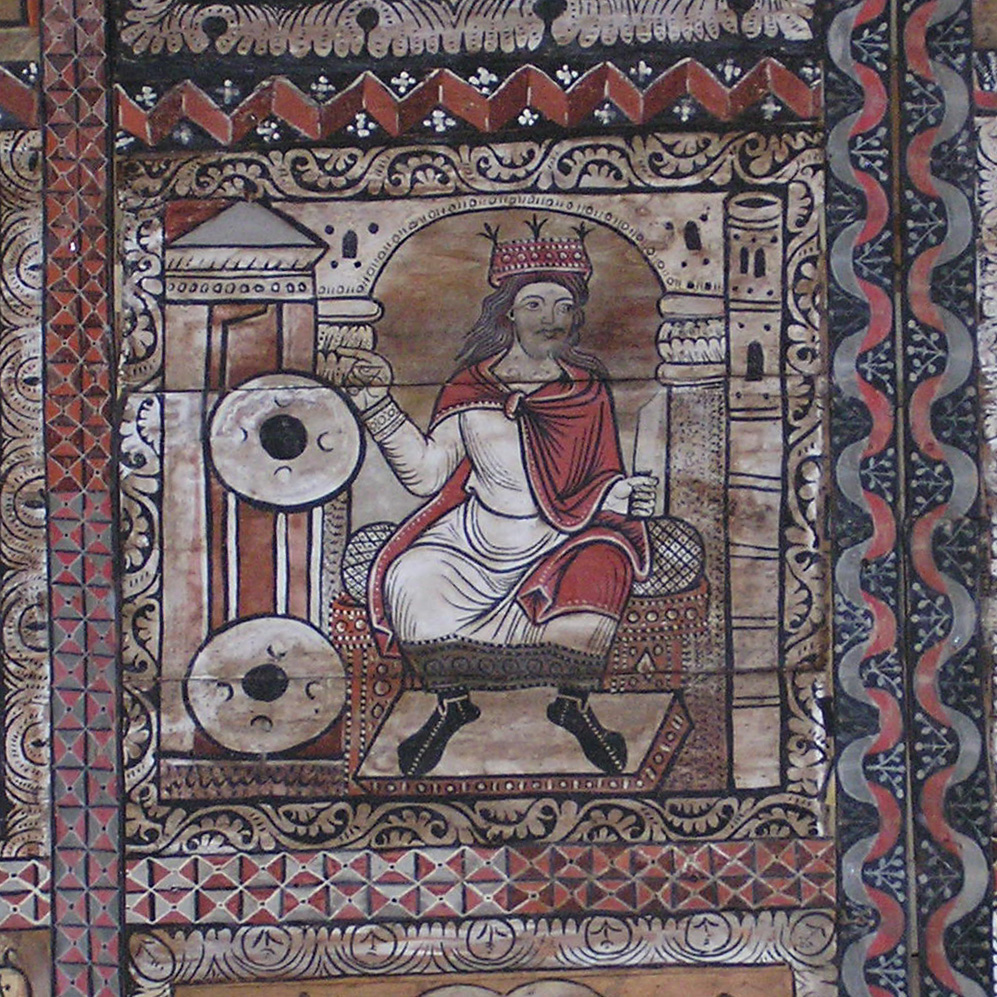
Un tassello del ciclo interno

### Organo a canne
Lungo la parete destra della navata, a pavimento, dirimpetto al pulpito, si trova l'organo a canne Felsberger Orgelbau opus 30, costruito nel 1975. Lo strumento, a trasmissione meccanica, ha un'unica tastiera di 61 note e pedaliera dritta di 30 note; dispone di 9 registri.